# فرانكلين جونسون
فرانكلين جونسون (بالإنجليزية: Franklin Johnson)‏ هو سياسي أمريكي، ولد في 1849، وتوفي في 1935. حزبياً، نشط في الحزب الجمهوري. وقد انتخب عضو جمعية ولاية ويسكونسن.